# Réingénierie
 (novembre 2021).
Si vous disposez d'ouvrages ou d'articles de référence ou si vous connaissez des sites web de qualité traitant du thème abordé ici, merci de compléter l'article en donnant les références utiles à sa vérifiabilité et en les liant à la section « Notes et références ».
La réingénierie (en anglais : reengineering) est la réorganisation (ou la refonte) d'un processus industriel ou d'un système d'information existant, généralement afin de le rendre plus efficient.
Elle est distincte de la rétro-ingénierie (ou rétroconception).

## Enjeux
La réingénierie permet de diminuer les coûts relatifs à l'organisation tout en améliorant l'efficacité globale. L'objectif est de reconstruire ou de refondre la structure afin d'assurer un changement positif pour l'organisation.

## Démarche
Plusieurs démarches sont significatives des méthodes de réingénierie actuelles :
- regrouper plusieurs postes en un seul ;
- réduire les niveaux hiérarchiques ;
- mettre les tâches en parallèle plutôt qu'en série ;
- créer un point de contact unique pour le client ;
- ou bien même mettre en place un système informatique (SI) (par exemple pour le suivi en temps réel).

Dans le cadre du management du système d'information, l'urbanisation constitue un exemple de réingénierie.
L'informaticien qui n'a pas accès au code source d'un logiciel et doit établir le fonctionnement du système informatique existant, en repassant par la phase de conception, fait de la réingénierie.
La réingénierie est distincte de la rétro-ingénierie (ou rétroconception), qui consiste à reconstituer le fonctionnement d'un système pour en déterminer les principes internes.